# Olivier Sanou
Olivier Sanou (Alto Volta, (en la actualidad Burkina Faso), 2 de julio de 1975) es un exatleta burkinés. Su hermano, Idrissa Sanou, también es un exatleta y también participó en los Juegos Olímpicos.
Representó su país en los siguientes Juegos Olímpicos:
- Juegos Olímpicos de Atlanta 1996
- Juegos Olímpicos de Atenas 2004

También participó en las siguientes competiciones deportivas:
- Campeonato Africano de Atletismo de 1996 (bronce)
- Campeonato Africano de Atletismo de 2000 (bronce)
- Campeonato Africano de Atletismo de 2002 (oro)
- Campeonato Africano de Atletismo de 2004 (oro)
- Juegos Panafricanos de 2003 (bronce)

Sus récords personales son también los actuales récords de Burkina Faso.